# Осада Генуи (1747)
Осада Генуи (ит. Assedio di Genova) — одно из сражений во время Войны за австрийское наследство, произошедшее в 1747 году.
Осада Генуи произошла в 1747 году, когда австрийская армия под командованием графа Шуленбурга предприняла неудачную попытку захватить столицу Генуэзской республики.

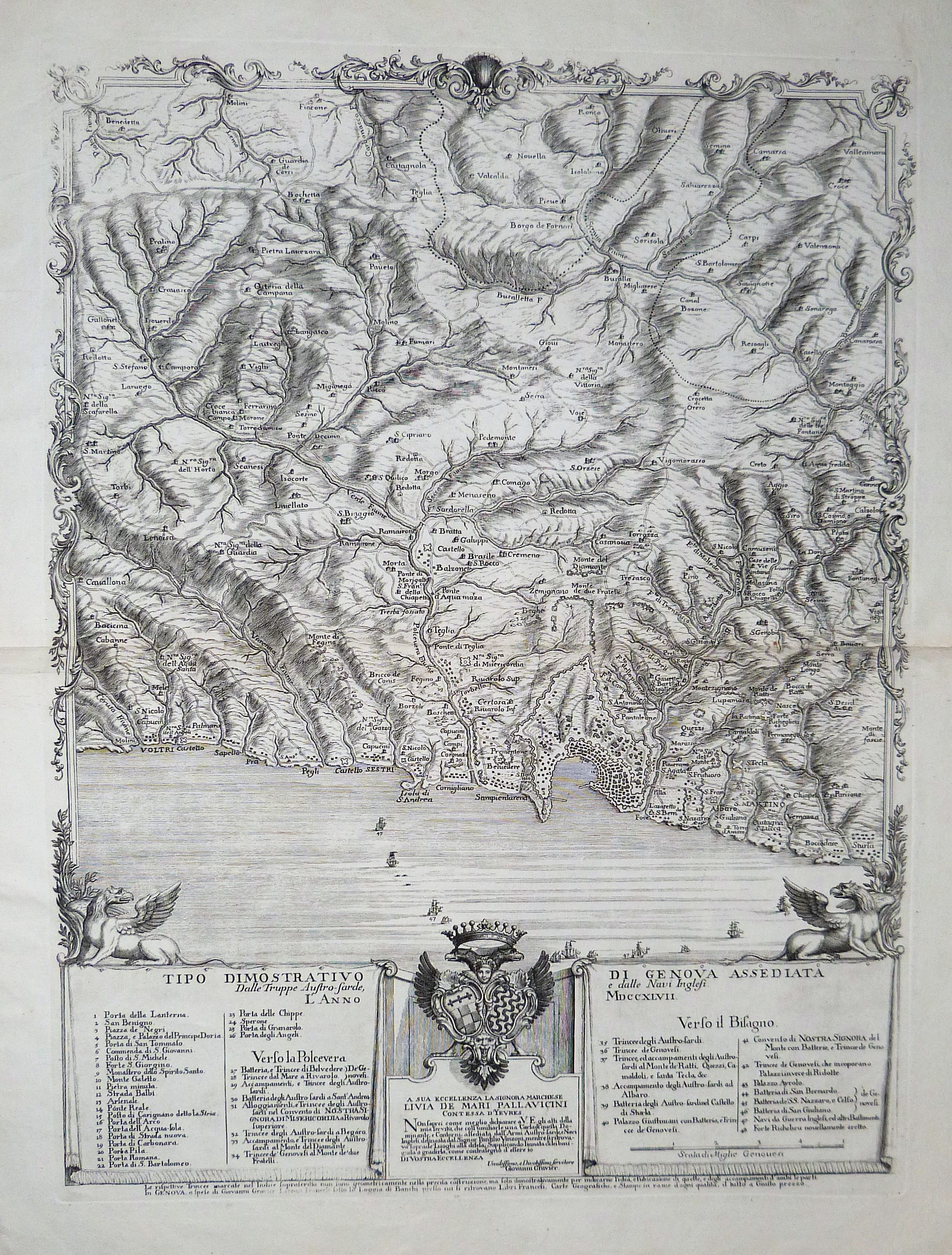
Генуя в 1747 году.

Австрийцы захватили, а затем потеряли Геную в прошлом году и сделали ее центральной целью своей стратегии на 1747 год, прежде чем планировать дальнейшие операции против Неаполя или вторжение во Францию. 
Войска Шуленберга достигли окраин города в апреле, но затем потребовали дополнительные войска от союзника. Двенадцать сардинских пехотных батальонов прибыли в июне. Задержка позволила подойти французским и испанским войскам под командованием Жозефа Мари, герцога Буфлерса, для усиления гарнизона.
Приближение дополнительных франко-испанских войск под командованием маршала Бель-Иля и испанского генерала Ла Мина вынудило сардинцев отступить, чтобы попытаться защитить Милан от возможной угрозы. Шуленберг был вынужден отказаться от осады, обвиняя во всём сардинцев. Неудачная осада привела к взаимным обвинениям между Веной и Турином. Обе стороны стали жаловаться своим британским союзникам на предполагаемое предательство.